# Републикански път III-6602
Републикански път IIІ-6602 е третокласен път, част от Републиканската пътна мрежа на България, преминаващ изцяло по територията на Старозагорска област, Община Стара Загора. Дължината му е 31,8 km.
Пътят се отклонява надясно при 73,8 km на Републикански път II-66 югозападно от село Богомилово, преминава през центъра на селото и се насочва на североизток към град Стара Загора. В западната част на града рязко завива на запад-северозапад и навлиза в Сърнена Средна гора. Минава последователно през селата Старозагорски бани, Сулица, Лозен и Сладък кладенец и южно от село Пъстрово се свързва с Републикански път III-608 при неговия 30,1 km.
| Пътища, отклоняващи се надясно (населено място, № на пътя, посока на пътя) | km   | Пътища, отклоняващи се наляво (посока на пътя, № на пътя, населено място) |
| -------------------------------------------------------------------------- | ---- | ------------------------------------------------------------------------- |
| Община Стара Загора, II-66, 73,8 km →                                      | 0,0  | → 73,8 km, II-66, Община Стара Загора                                     |
| с. Богомилово                                                              | 1,3  | → с. Богомилово, общински път (за с. Кирилово)                            |
| (за 70,9 km на II-66) общински път ←                                       | 2,3  |                                                                           |
|                                                                            | 3,3  | → общински път (за с. Малка Верея)                                        |
| (за гр. Стара Загора) общински път, гр. Стара Загора ←                     | 5,6  | гр. Стара Загора                                                          |
| (от 219,4 km на I-5) III-5008, 10,8 km →                                   | 13,4 |                                                                           |
| (за с. Ново село) общински път ←                                           | 15,2 |                                                                           |
| (за селата Остра могила и Казанка) общински път, с. Старозагорски бани ←   | 17,9 | с. Старозагорски бани                                                     |
| с. Сулица                                                                  | 19,4 | с. Сулица                                                                 |
| с. Лозен                                                                   | 23,7 | с. Лозен                                                                  |
| с. Сладък кладенец                                                         | 27,7 | → с. Сладък кладенец, общински път (за с. Елхово)                         |
| (до гр. Чирпан) III-608, 30,1 km ←                                         | 31,8 | ← 30,1 km, III-608 (от гр. Казанлък)                                      |